# Фридрих Вестермайер
Фридрих Вестермайер (на немски: Friedrich Westermayer) е австрийски дипломат, служил на Балканите и в Близкия изток в средата на XIX век.

## Биография
Вестермайер е роден в Триест, тогава в Австрийската империя. Започва дипломатическа кариера. В 1844 година е вицеконсул на Кефалония в Йонийската република. След това е вицеконсул в Одрин до май 1851 година, когато е назначен за вицеконсул в Битоля. Оставя ценни като исторически извори за българската история доклади.